# Pierre Boucher (1772-1831)
Pour les articles homonymes, voir Boucher et Pierre Boucher.
Pierre Boucher (né le 15 février 1772 à Courbevoie, mort le 11 août 1831 à Paris) est un militaire français des XVIIIe et XIXe siècles.

## Biographie
Admis le 1er octobre 1785 dans les gardes suisses, Pierre Boucher quitta ce corps à sa suppression le 1er janvier 1792, et entra le même jour dans la Garde constitutionnelle du Roi, où il resta jusqu'au 30 juin suivant.
Il s'engagea le 8 septembre dans le 7e bataillon de volontaires de Seine-et-Oise, 109e demi-brigade d'infanterie le 2 messidor an II, et 31e demi-brigade de ligne le 28 pluviôse an IV. Parti pour l'armée du Rhin, il y fit les campagnes de 1792 à l'an III, et y devint sergent le 4 juillet 1793, adjudant-sous-officier le 1er septembre, et sous-lieutenant le 12 nivôse an II.
Envoyé à l'armée de Rhin-et-Moselle en l'an IV, il prit part à la bataille de Durlach le 22 messidor, et à l'attaque de Freising le 7 fructidor. Promu lieutenant le 4 nivôse an V, il reçut un coup de feu à Kehl le 15 du même mois.
Dirigé successivement sur les armées d'Allemagne, d'Helvétie et d'Italie pendant les ans VI, VII, VIII et IX, il se trouva à toutes les affaires qui'eurent lieu pendant ces quatre campagnes, et s'y conduisit avec bravoure.
Passé avec son grade le 10 ventôse an X dans les chasseurs à pied de la Garde des consuls, nommé lieutenant en premier le 1er vendémiaire an XI, capitaine le 5 nivôse an XII, et membre de la Légion d'honneur le 25 prairial de cette dernière année, il servit au camp de Boulogne pendant les ans XII et XIII, rejoignit la Grande Armée, fit la campagne de l'an XIV en Autriche, obtint le grade d'adjudant-major le 27 frimaire, et combattit pendant les années 1806 et 1807 en Prusse et en Pologne.
Envoyé en Espagne en 1808, et rappelé presque aussitôt à la Grande Armée, il reçut de l'Empereur la croix d'officier de la Légion d'honneur le 9 juin 1809, et le titre de chevalier de l'Empire le 15 mars 1810 (lettres patentes du 23 mai suivant). Promu chef de bataillon dans le 4e régiment de voltigeurs de la Garde impériale le 24 juin 1811, il fit la campagne de Russie en 1812, passa au 2e régiment de chasseurs à pied de la Vieille Garde le 11 mars 1813, suivit son régiment en Saxe, fut nommé baron de l'Empire le 16 août (lettres patentes du 11 novembre suivant), colonel-major dans le 4e de voltigeurs le 14 septembre, et fit la campagne de France (1814) à la 1re division de réserve de la Garde impériale.
En demi-solde le 1er septembre 1814, et employé pendant les Cent-Jours à l'armée du Nord, il prit sa retraite le 9 décembre 1815.
Remis en activité le 21 septembre 1830 comme colonel du 7e régiment de ligne, et placé en solde de congé le 6 juin 1831, il mourut à Paris le 11 août suivant.

## Armoiries
| Figure | Blasonnement |
|        | Armes du Chevalier Boucher et de l'Empire (décret du 15 mars 1810, lettres patentes 23 mai 1810 (Lille)) D'or au chevron de gueules du tiers de l'écu au signe des chevaliers, accompagné en chef de trois étoiles en fasce d'azur et en pointe d'un arbre de sinople terrassé du même, adextré d'un lévrier contrerampant de sable et sénestré d'un coq perché sur une épée, le tout aussi de sable. Livrées : jaune, rouge, bleu, noir. |